# Гармская область
Га́рмская область (тадж. вилояти Ғарм) — административная единица в составе Таджикской ССР, существовавшая в 1939—1955 годах. Центром области первоначально был посёлок городского типа Гарм, а с 1949 года — кишлак Шульмак, преобразованный в 1950 году в город Новабад.
Гармская область была одной из первых четырёх областей Таджикской республики (вместе с Ленинабадской, Сталинабадской и Кулябской). Образована Указом Президиума Верховного Совета СССР от 27 октября 1939 года на базе Гармского округа.
На момент возникновения область граничила с Кулябской, Ленинабадской и Сталинабадской областями Таджикской ССР на западе, Горно-Бадахшанской АО на востоке, Ошской областью Киргизской ССР на севере и Афганистаном на юге.
Указом Президиума Верховного Совета СССР от 24 августа 1955 года область была упразднена, а входившие в её состав районы были переданы в прямое подчинение Таджикской ССР.

## Природа
Гармская область располагалась в центральной части Таджикской ССР. Природные условия области характеризовались высокогорным рельефом, широкими речными долинами, континентальным климатом вертикальной зональности и связанными с этим почвами и растительностью. Площадь области по данным 1941 года составляла 19,6 тыс. км².

### Рельеф и полезные ископаемые
Гармская область располагалась в пределах горной системы Памиро-Алая. На востоке естественной границей области были восточная часть Дарвазского хребта с высотами до 6083 м и хребет Академии Наук с высшей точкой СССР — пиком Сталина (7495 м). По северной границе области проходили западная часть Заалайского хребта, западная часть Алайского хребта (высоты до 5800 м) и восточная часть Зеравшанского хребта (высоты до 5300 м).
С запада на восток всю территорию области пересекали параллельные друг другу Хребет Петра I (высоты до 6800 м) и восточная часть Дарвазского хребта. Зеравшанский, Алайский и Заалайский хребты были отделены от хребта Петра I широкой долиной реки Сурхоб, а Дарвазский хребет отделялся от хребта Петра I более узкой долиной реки Обихингоу. Восток области, в районе стыка хребтов Петра I и Академии Наук, характеризовался крупнейшей в СССР площадью горного оледенения (ледник Гармо и др.). К югу от Дарвазского хребта располагалась узкая, но глубокая долина реки Пяндж, по которой проходила граница СССР и Афганистана. Наиболее низменной частью областью был Оби-Гармский район.
Запад области занимали отроги Каратегинского, Вахшского, Гиссарского хребтов, а также хребта Хозретиши.
В целом абсолютные высоты на территории Гармской области уменьшались с востока на запад. Территория области относилась к районам высокой сейсмической активности. Так 20 апреля 1941 года в районе Гарма произошло сильное землетрясение, затронувшее Гармский, Джиргатальский и Калаи-Лябиобский районы. В результате было разрушено более 60 населённых пунктов. Погибло около 700 человек, ещё 230 были ранены; погибло 2600 голов скота. Однако наиболее мощным и разрушительным в области стало Хаитское землетрясение 10 июля 1949 года, в результате которого районный центр Хаит был накрыт оползнем, а всего погибло 7,2 тыс. человек.
По состоянию на середину 1950-х годов недра Гармской области были исследованы не в полной мере. Были выявлены месторождения бурого угля (крупнейшее — Назар-Айлокское), цветных металлов, асбеста и поваренной соли.

### Климат
Климат Гармской области характеризовался ярко выраженной высотной зональностью. При этом отмечалась большая континентальность климата в восточной части области и меньшая в западной. В долинах лето было жарким и сухим, средняя температура июля была около +24°С. Зима в долинах была мягкой, однако и там регулярно выпадал снег, а средняя температура января была отрицательной.
Одним из самых климатически благоприятных районов считалась западная часть долины Сурхоба. Безморозный период там имел продолжительность более 200 дней, а сумма температур вегетационного периода достигала 3800°. Однако ещё более тёплой была узкая долина Пянджа.
Осадков в долинах на западе области выпадало около 650 мм в год, причём их пик приходился на весну; восток области был более сухим. В горах зоной максимального увлажнения был пояс высот от 1500 до 3000 м — там выпадало до 1000 мм осадков в год. Характерной особенностью движения воздушных масс для южной части области был ветер-афганец, приносивший жаркий южный воздух.

### Гидрография
Крупнейшие реки области текли преимущественно с востока на запад, а их притоки с юга на север и с севера на юг. Важнейшая река области, Сурхоб, начиналась в горах Памира и пересекала всю область с востока на запад. Ниже Новабада она сливалась с рекой Обихингоу, в результате чего образовывалась река Вахш. По югу области протекала ещё одна крупная река — Пяндж. Реки характеризовались быстрым течением, снеговым и ледниковым питанием и летним паводком.
Из-за быстрого течения и больших перепадов высоты реки были несудоходными, но имели значительный гидроэнергетический потенциал. Все реки области относились к бассейну Амударьи.

### Почвы
Высокогорный рельеф оказал доминирующее влияние на географическое распространение почв и растительности в области. В наиболее низменных районах (высоты 700—1000 м) преобладали тёмные серозёмы. При этом в старых земледельческих районах сформировались культурные поливные почвы. Далее, до высоты в 1500 м, шли почвы коричневого типа. На Каратегинском хребте на высоте 2300—2500 м их сменяли бурые горнолуговостепные почвы. На высотах около 3000 м преобладали горнолуговые почвы.

### Флора и фауна
В долинах рек и на нижних склонах гор были распространены эфемерово-полынные полупустыни и ксерофитные кустарники. При этом на северных склонах имелись пырейные степи с вкраплениями зарослей кустарника экзохорды и шиповника. Исключением являлась долина Пянджа, где встречались дикие инжир, виноград, хурма и гранат. На более влажных и прохладных высотах от 1800 до 2800 м преобладала древесно-кустарниковая растительность. Помимо уже упомянутых экзохорды и шиповника тут произрастали туркестанский клён, грецкий орех, яблони, алыча, а на южных склонах также миндаль. Каменистые склоны были покрыты зарослями арчи. На больших высотах были распространены субальпийские луга и степи.
Среди пресмыкающихся Гармской области наиболее характерными были гюрза, водяной уж, полозы и различные ящерицы. Среди птиц преобладали грифы и улары в высокогорьях и голуби и каменные куропатки в долинах. В заселённой человеком местности встречались чернолобый сорокопут и иволга. Млекопитающие были представлены большим количеством грызунов (сурки, мыши, полёвки), дикобразами, горными козлами, среднеазиатскими лисами и медведями.

## Административное деление
Согласно указу Президиума Верховного Совета СССР от 27 октября 1939 года в состав области были включены районы: Гармский, Джиргатальский, Калаи-Лаби-Обский, Калаи-Хумбский, Комсомолабадский, Оби-Гармский, Сангворский, Тавиль-Даринский, Хаитский и Шульмакский.
По состоянию на 1 января 1941 года АТД Гармской области выглядело так:
| Район            | Центр           | Площадь, км² | Число кишлачных советов |
| ---------------- | --------------- | ------------ | ----------------------- |
| Гармский         | пгт Гарм        | 0,7          | 9                       |
| Джиргатальский   | к. Джиргаталь   | 3,7          | 7                       |
| Калаи-Лябиобский | к. Калаи-Лябиоб | 0,6          | 7                       |
| Калаи-Хумбский   | к. Калаи-Хумб   | 2,7          | 9                       |
| Комсомолабадский | к. Комсомолабад | 0,8          | 10                      |
| Оби-Гармский     | к. Оби-Гарм     | 0,8          | 9                       |
| Сангворский      | к. Сангвор      | 5,0          | 4                       |
| Тавиль-Даринский | с. Тавиль-Дара  | 1,8          | 8                       |
| Хаитский         | к. Хаит         | 1,5          | 8                       |
| Шульмакский      | к. Шульмак      | 2,0          | 7                       |

24 декабря 1942 года из части Калаи-Хумбского района был выделен Нульвандский район с центром в кишлаке Нульванд. В его состав вошли кишлачные советы Егид, Нульванд, Сангевн и Хостав.
31 января 1944 года Оби-Гармский район был передан в состав Сталинабадской области, однако уже 11 февраля 1947 года он был возвращён.
27 июня 1944 года в Гармском районе образован Хичбаракский к/с, в Джиргатальском — Джилондинский к/с, в Таджикабадском — Сурхобский к/с. В составе Комсомолабадского района был образован Даганинский к/с, при этом сразу же переданный в Шульмакский район.
12 августа 1948 года в Комсомолабадском районе были упразднены Миендоринский, Сабзыкадамский, Тегерминский, Ходжаимуродский и Яхак-Юстский к/с.
12 августа 1949 года Калаи-Лябиобский и Хаитский районы были объединены в Таджикабадский район. При этом кишлак Калаи-Лябиоб был переименован в Таджикабад.
21 сентября 1949 года центр Гармской области был перенесён из Гарма в кишлак Шульмак, который 22 июля 1950 года был преобразован в город областного подчинения Новабад.
23 октября 1950 года в Оби-Гармском районе были упразднены к/с Майдон и Калайдашт; к/с Бедыхо и Лугур были объединены в Первомайский к/с, а Джавани и Сарай — в к/с Калайнав. В Гармском районе был упразднён к/с Яхак-Паст. В Шульмакском районе упразднены к/с Дагана, Пингон и Шинглич. В Нульвандском районе упразднены к/с Хостав и Сангевн. В Тавиль-Даринском районе упразднены к/с Сурхоб и Сафедрон. В Таджикабадском районе упразднён к/с Дегильмон, а к/с Саринай разделён на Нушор и Калай-Лябиоб. В Калаи-Хумбском районе упразднены к/с Курговад и Ширк. В Комсомолабадском районе упразднены к/с Самсолык и Хакими.
20 августа 1952 года в Шульмакском районе были упразднены к/с Сангикор и Горький. 25 декабря Сангворский район был присоединён к Тавиль-Даринскому, а Нульвандский — к Калаи-Хумбскому. На следующий день в Тавиль-Даринком районе были упразднены к/с Хавчарок, Сангвор и Арганкуль; в Шульмакском — Сарбог; в Гармском — Булькос и Сари-Пуль.
15 сентября 1953 года Шульмакский район был присоединён к Гармскому. 24 сентября в Таджикабадском районе был упразднён к/с Дараи-Назарак.
12 января 1954 года центр Таджикабадского района был перенесён в новопостроенный кишлак Таджикабад, а существующему кишлаку Таджикабад возвращено прежнее имя Калаи-Лябиоб. 30 марта в Джиргатальском районе были упразднены к/с Джулбулат и Джаильган. 17 апреля был упразднён к/с Гашион Оби-Гармского района. 5 ноября в Таджикабадском районе был упразднён к/с Канишбек, а в Тавиль-Даринском — Лоджирк и Мионаду. 18 декабря был упразднён Первомайский к/с Оби-Гармского района.
Сразу же после упразднения Гармской области город областного подчинения Новабад стал городом районного подчинения, а Тавиль-Даринский район был упразднён (его территорию разделили Комсомолабадский и Калаи-Хумбский районы).

## Население
По данным Всесоюзной переписи населения 1939 года в Гармской области проживало 182 845 человек. Из них в городских поселениях проживало лишь 919 чел. или 0,5 % (все — в пгт Гарм). Национальный состав населения области был таков:
| Народ    | Численность | Доля   |
| -------- | ----------- | ------ |
| Таджики  | 166 163     | 90,9 % |
| Киргизы  | 12 545      | 6,9 %  |
| Русские  | 2625        | 1,4 %  |
| Украинцы | 484         | 0,3 %  |
| Узбеки   | 410         | 0,2 %  |

Распределение населения по территории области было крайне неравномерным. Около 2/3 всех жителей размещалось в долинах Сурхоба, Обихингоу и Вахша. В этих местах плотность населения доходила до 65-70 чел/км². В горах же плотность населения не превышала 1-2 чел/км².
Распределение населения по районам в 1939 году было таким:
| Район             | Численность населения |
| ----------------- | --------------------- |
| Гармский          | 27 290                |
| Джиргатальский    | 17 971                |
| Кала-и-Лябиобский | 19 533                |
| Кала-и-Хумбский   | 12 515                |
| Комсомолабадский  | 20 945                |
| Оби-Гармский      | 23 296                |
| Сангворский       | 10 961                |
| Товиль-Доринский  | 17 916                |
| Хаитский          | 18 035                |
| Шульмакский       | 14 383                |

Большой проблемой, сдерживающей рост населения, являлась нехватка пахотных земель. В 1939 году на одного жителя долины Сурхоба приходилось лишь 0,1 га поливных и 0,5 га богарных земель. В долине Пянджа эти показатели были ещё ниже и составляли 0,07 и 0,2 га соответственно. В связи с этим было решено провести переселение десятков тысяч хозяйств из горных долин в равнинные районы Таджикской ССР. К моменту ликвидации области эта задача была в основном выполнена.

## Экономика

### Промышленность
Промышленность в Гармской области была развита слабо. В основном она была представлена добычей полезных ископаемых для местных нужд, несколькими небольшими гидроэлектростанциями и предприятиями местной и кустарной промышленности.
Из полезных ископаемых заметную роль играла добыча поваренной соли, гранита, известняка и гончарных глин. Эти материалы шли в основном на местные нужды.
Местные нужды обслуживали и несколько небольших ГЭС. Наиболее крупные из них действовали в Гарме и Новабаде.
Имелось также несколько небольших (зачастую кустарных) предприятий лёгкой промышленности: велось производство тканей, одежды, обуви и ковров. Среди предприятий этой отрасли выделялась ковровая фабрика «Кзыл партизан» в кишлаке Джиргаталь. К числу местных народных промыслов относилось широко распространённое вязание шерстяных чулок.
Также действовали мелкие предприятия пищевой промышленности. Благодаря наличию дешёвой местной электроэнергии были построены электрокрупорушки и электромельницы.

### Сельское хозяйство
Сельское хозяйство являлось основной отраслью экономики Гармской области. Однако его ведение осложнялось сложными физико-географическими условиями. Так 55 % территории области было непригодно для какой-либо хозяйственной деятельности. Из оставшихся земель большая часть была пригодна для только пастбищного скотоводства, а пригодной для земледелия территории было совсем мало. Засушливый климат вынуждал использовать поливные пашни.
Главным сельскохозяйственным районом области была широкая долина Сурхоба, где проживала большая часть населения и находилась большая часть пригодных для земледелия земель. Заметную роль играл также небольшой по площади, но наиболее низменный Оби-Гармский район. Узкие долины Обихингоу и Пянджа не играли заметной роли в сельском хозяйстве области.
В середине 1950-х годов общая площадь пашни в области составляла около 70 тыс. га. До Великой Отечественной войны эта площадь была больше, но она сократилась из-за переселения десятков тысяч семей в равнинные районы Таджикистана. Большая часть посевов (80-90 %) осуществлялась на богарных пашнях. Почти всё население области было коллективизировано.
Основными земледельческими культурами были зерновые — пшеница и ячмень (по данным начала 1950-х годов они занимали 72 % и 11 % площади посевов соответственно). Немалую роль в растениеводстве также играл лён-кудряш. В личных подсобных хозяйствах населения широкое распространение получила новая для области культура — картофель. В начале 1950-х годов велись мероприятия по внедрению и других огородных культур — капусты и помидоров. В небольших количествах имелись посадки винограда и плодовых деревьев (в основном абрикос). В долине Пянджа произрастали гранат и инжир, но из-за узости долины занимаемые ими площади были невелики. Важной отраслью сельского хозяйства области также являлся сбор грецкого ореха.
В 1940-е годы в области начались мероприятия по механизации земледелия. В 1948 году в окрестностях Таджикабада была открыта машинно-тракторная станция. Ещё одна МТС действовала в Оби-Гармском районе. Однако и в середине 1950-х годов на небольших полях, расположенных на горных склонах, продолжал использоваться конный инвентарь, а кое-где и ручной труд.
Большое значение для экономики области имело животноводство. В начале 1950-х годов 78,5 % поголовья скота составляли овцы и козы, 21,5 % — крупный рогатый скот, 1,5 % — лошади, 1,1 % — ослы, 0,1 % — верблюды. Всего в середине 1950-х в области было около 200 тыс. голов скота. В 1938 году в долине Сурхоба был организован племенной совхоз «Гарм», а позднее под Таджикабадом был создан госплемрассадник. За годы существования области в хозяйственный оборот были вовлечены многочисленные зимние пастбища, что позволило повысить продуктивность животноводства.
Заметную роль играло также шелководство. Около 50 % крестьянских хозяйств имели шелковичные деревья. Во многих кишлаках были построены коконосушилки. Благодаря этому область стала крупным производителем шёлка-сырца (12-15 % общетаджикского производства). В результате для ряда колхозов шелководство стало основной статьёй денежных доходов.

### Транспорт
Высокогорный рельеф сдерживал развитие современных видов транспорта. К моменту образования области действовала только одна крупная автомобильная дорога — от Сталинабада вверх по долине Вахша и Сурхоба до Гарма. Остальные районы имели сообщение исключительно по горным тропам.
В 1940 году был введён в строй Большой Памирский тракт, который шёл по долине Обихингоу, затем пересекал Дарвазский хребет и спускался в длину Пянджа. Благодаря ему область превратилась из тупика в транзитный район на важной транспортной артерии, связывающей западный Таджикистан с Памиром. Вскоре был построен ещё ряд местных дорог, которые к 1952 году связали между собой все районные центры области, кроме Нульванда. Всего в начале 1950-х годов протяжённость автодорог области составляла более 2000 км.
На автомобильный транспорт приходилось около половины всего грузооборота области. Четверть грузооборота приходилась на воздушный транспорт, а ещё четверть — на вьючные перевозки и сплав по рекам на плотах из воловьих шкур.

## Сфера обслуживания
По данным на 1950 года в Гармской области имелись 432 начальные школы, 55 семилетних и 4 средних с общим числом учащихся 33 тысячи. Сверх того действовали вечерние школы сельской молодёжи и для взрослых (в них обучалось 2 тыс. чел.). Действовало педагогическое училище в Гарме. Также в области имелись станции юных техников и юных натуралистов. Грамотность населения в возрасте старше 7 лет в 1939 году составляла 69,6 %
В 1950 году в области было 10 домов культуры, 92 клуба, 2 парка культуры и отдыха, 82 библиотеки, 351 чайхана-читальня. Издавалось 10 газет (2 областные и 8 районных).. Областными газетами были «Гармская правда» (на русском языке; издавалась с 1944 года) и «Ҳақиқати Ғарм» (на таджикском языке, до 1952 называлась «Большевики Ғарм»).
В Оби-Гарме имелся горячий минеральный источник, при котором действовал санаторий.